# Phytoliriomyza meridana
Phytoliriomyza meridana este o specie de muște din genul Phytoliriomyza, familia Agromyzidae, descrisă de Spencer în anul 1973.
Este endemică în Venezuela. Conform Catalogue of Life specia Phytoliriomyza meridana nu are subspecii cunoscute.